# Oxyuranus temporalis
Il taipan delle montagne centrali, o anche taipan del deserto occidentale (Oxyuranus temporalis Doughty, Maryan, Donnellan & Hutchinson, 2007), è una specie di taipan descritta per la prima volta nel 2007 dal gruppo di ricercatori australiani composto da Paul Doughty, Brad Maryan, Stephen Donnellan e Mark Hutchinson. I taipan sono serpenti australiani di notevoli dimensioni, velocità e micidialità: il loro veleno è estremamente potente.
Il taipan delle montagne centrali venne incluso dall'International Institute for Species Exploration dell'Università statale dell'Arizona nella lista delle cinque nuove specie più rilevanti scoperte nel 2007.

## Scoperta
Il dottor Mark Hutchinson, responsabile del reparto rettili e anfibi presso il South Australian Museum, s'imbatté in una femmina non adulta di taipan mentre attraversava una strada sterrata in un pomeriggio soleggiato e la catturò. Il rettile misurava circa un metro di lunghezza, coda compresa; ma poiché le specie di taipan sono tra i serpenti più velenosi del mondo, Hutchinson non ispezionò ulteriormente la creatura sul posto: la chiuse in un sacco e la inviò, insieme ad altri esemplari catturati durante il viaggio, al Western Australian Museum di Perth per un'analisi più approfondita.
Due settimane più tardi la specie venne sottoposta a un'analisi accurata. In un primo momento venne provvisoriamente identificata come un ordinario esemplare di "serpente marrone" (nome comune dello Pseudechis australis), a causa delle dimensioni e della colorazione simili. Tuttavia, diverse settimane dopo, il responsabile della collezione di rettili del Western Australia Museum, Brad Maryan, notò che il serpente aveva una testa grande rispetto al resto del corpo e la livrea di una colorazione pallida: caratteristiche che la rendevano assimilabile al taipan delle aree costiere.
L'olotipo tuttora conservato, battezzato "Scully" in onore dell'omonimo personaggio televisivo della serie X-Files, è un giovane serpente, lungo circa un metro.
Inizialmente la precocità dell'esemplare non concedette agli scienziati di sbilanciarsi sulla reale taglia di un esemplare completamente formato, sebbene fosse già risaputo che alcuni taipan di altre specie possano raggiungere una lunghezza totale di circa tre metri.
Alla sua scoperta, il taipan delle montagne centrali era la prima nuova specie di taipan osservata nei precedenti centoventicinque anni.

## Nuova specie
Oxyuranus temporalis differisce dalle sue due specie congeneri Oxyuranus scutellatus e Oxyuranus microlepidotus per la mancanza di una scala temporolabiale e per la presenza di sei scaglie infralabiali anziché sette. L'analisi filogenetica delle sequenze del DNA mitocondriale dimostrò che costituisce comunque una specie sorella dei due taipan precedentemente classificati.

## Veleno
Le altre due specie descritte di Oxyuranus sono tra i serpenti di terra più velenosi al mondo: Oxyuranus microlepidotus è classificato come il serpente di terra più velenoso e Oxyuranus scutellatus il terzo più velenoso dopo Pseudonaja textilis.
Esperimenti condotti sui topi hanno mostrato che la nuova specie, Oxyuranus temporalis, ha una LD50 pari a 0,075 mg/kg, il che lo rende estremamente pericoloso per un essere umano se morso (benché il veleno di altre specie di taipan si sia rivelato più tossico).

## Secondo ritrovamento
Nel maggio 2010 un secondo esemplare di Oxyuranus temporalis venne rinvenuto nel Gran Deserto Victoria nell'Australia occidentale. Si trattava di una femmina adulta della lunghezza di 130 cm, che fu avvistata e catturata da appartenenti al popolo Spinifex della comunità aborigena di Tjuntjuntjara nel corso di una spedizione di ricerca a Ilkurlka, 165 chilometri a ovest del confine con l'Australia meridionale e 425 chilometri a sud del luogo del primo ritrovamento.